# Kevin De Bruyne
Kevin De Bruyne (* 28. června 1991) je belgický fotbalový záložník, který od roku 2025 působí v klubu SSC Neapol. Mimo Belgii působil na klubové úrovni v Německu, Anglii a poté v Itálii. Je považován za jednoho z nejlepších záložníků celé fotbalové historie. 
Ve dresu Manchesteru City šestkrát vyhrál anglickou nejvyšší ligovou soutěž, Premier League a jednou Liga mistrů UEFA.
Od roku 2010 je členem belgického národního týmu. Účastník Mistrovství světa 2014 v Brazílii, EURA 2016 ve Francii, Mistrovství světa 2018 v Rusku a Mistrovství Evropy 2021.

## Klubová kariéra

### Chelsea
Přestup do Chelsea oznámilo vedení klubu na konci ledna 2012. Podepsána byla pětiletá smlouva, De Bruyne přestoupil za cca 7 milionů liber. Sezónu 2011/12 však Kevin ještě strávil v belgické lize. Debut v dresu Chelsea si De Bruyne užil 18. července 2012 v přípravném utkání proti Seattle Sounders FC (výhra Chelsea 4:2). De Bruyne v tomto utkání odehrál celý první poločas. První gól za Chelsea vstřelil 21. července 2013 výběru Malajsie (opět přípravný zápas).
V soutěžním zápase debutoval 18. srpna 2013 v prvním kole Premier League 2013/14 proti Hull City, asistoval na první gól a vysloužil si ocenění „muž zápasu“. Chelsea vyhrála 2:0. Mnoho příležitostí ale v A-týmu nedostal a v lednu 2014 přestoupil do VfL Wolfsburg.

### Werder Brémy (hostování)
Dne 2. srpna 2012 oznámila Chelsea na svých webových stránkách, že Kevin De Bruyne bude hostovat v Německu, konkrétně ve Werderu Brémy. Svůj první gól v dresu Werderu vstřelil proti Hannoveru 96, Werder však toto utkání prohrál 2:3. Svůj druhý bundesligový gól vstřelil do sítě Stugarttu (2:2). 18. listopadu 2012 vstřelil gól Fortuně Düsseldorf (vítězství 2:1), poté skóroval i proti Bayernu Mnichov (prohra 1:6). Na konci sezóny se vrátil zpět na Stamford Bridge.

### VfL Wolfsburg
18. ledna 2014 oznámil bundesligový tým VfL Wolfsburg přestup talentovaného belgického záložníka z londýnské Chelsea. Podepsal smlouvu do roku 2019.
V sezóně 2014/15 vyhrál s Wolfsburgem DFB-Pokal a pomohl týmu do Ligy mistrů UEFA 2015/16.

### Manchester City
Koncem srpna 2015 před uzavírkou letních přestupů posílil za 76 milionů eur anglický klub Manchester City. Šlo o nejdražší posilu v historii klubu, překonala 67 milionů eur za přestup Raheema Sterlinga o několik týdnů dříve.
Rovněž šlo o druhý nejdražší nákup britského klubu, vůbec nejdražším byl přestup Ángela Di Maríi do Manchesteru United.

#### Sezóna 2015/2016
První soutěžní utkání ve dresu Manchesteru City si zahrál 12. září 2015 v 5. kole Premier League na stadionu Crystal Palace, to ještě v prvním poločase zastoupil zraněného Sergia Agüera.
Týden nato se poprvé gólově prosadil proti West Hamu, ale jeho tým nakonec 1:2 prohrál.
Ve třetím kole ligového poháru zvyšoval na hřišti Sunderlandu vedení Citizens na 2:0 a poté přesným centrem nahrál na gól Sterlinga na 4:0. Teprve druhý start De Bruyneho tak vyústil v pohodlný postup do další fáze.
Na stadionu White Hart Lane proti Tottenhamu otevřel skóre na 1:0 pro hosty, domácí ovšem otočili výsledek na 4:1.
Při ligové výhře Citizens 6:1 nad Newcastle United dne 3. října se gólově prosadil střelou z voleje.
Proti Seville v utkání Ligy mistrů strhl De Bruyne výhru na stranu anglického celku v nastavení, poté co jej přihrávkou vybídl Yaya Touré.
Dvěma gólovými trefami podpořil 1. prosince čtvrtfinálovou výhru 4:1 v Ligovém poháru proti Hull City.
Následné semifinále Ligového poháru s Evertonem podpořil gólem a gólovou asistencí, City posléze vyhrálo 4:3 celkově napříč dvojzápasem. De Bruyne se ve druhém utkání odehraném 27. ledna 2016 zranil a další dva měsíce nebyl k dispozici.
Do zápasové praxe se vrátil 2. dubna v lize proti Bournemouthu a pomohl vyhrát 4:0. Jeho vliv na výsledky týmu vedeného Manuelem Pellegrinim demonstroval i fakt, že City v době jeho absence v sedmi zápasech Premier League získali sedm bodů z 21 možných.
O čtyři dny později pomohl remizovat první duel čtvrtfinále Ligy mistrů proti Paris Saint-Germain na soupeřově půdě 2:2 vstřelením prvního gólu střetnutí a v součtu povedeným výkonem, přičemž Rob Pollard (Bleacher Report) jej vyhodnotil mužem zápasu.
De Bruyne byl jediným skórujícím v odvetném duelu mezi těmito týmy a zasloužil se o první postup Manchesteru City do semifinále Ligy mistrů v klubové historii.

#### Sezóna 2016/2017

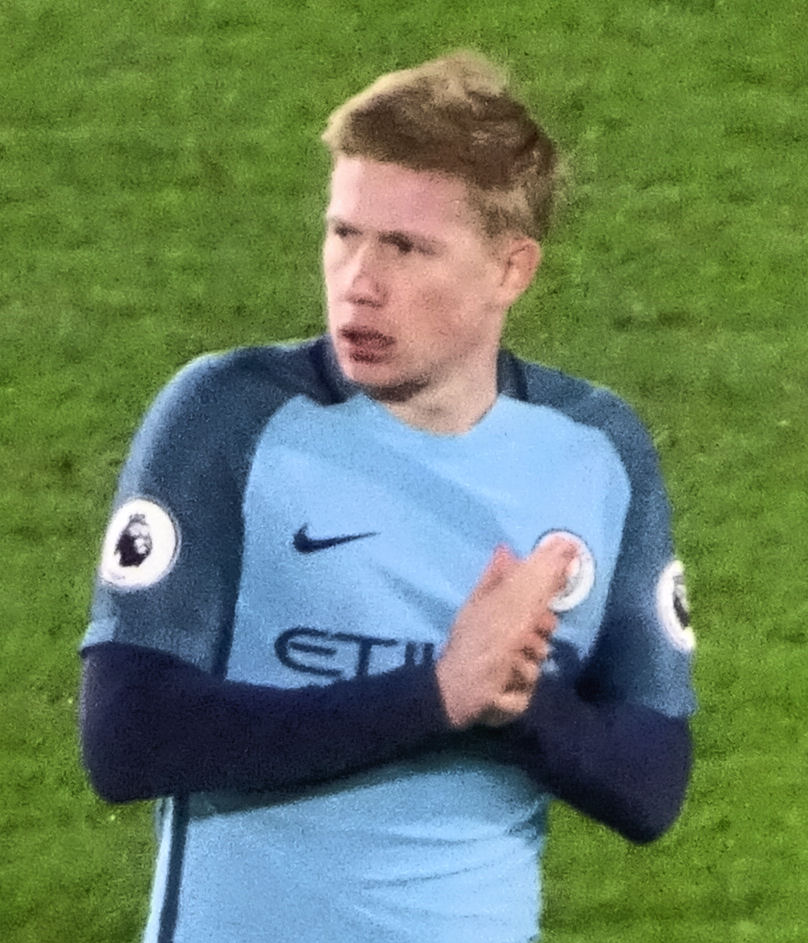
De Bruyne v roce 2016

De Bruyne sehrál klíčovou roli v zářijovém derby s Manchesterem United, kdy gólem a asistencí pomohl k výhře 2:1 na půdě tohoto rivala a navíc byl podle BBC mužem zápasu.
První den v listopadu pomohl De Bruyne jedním gólem z přímého kopu otočit domácí skupinové utkání Ligy mistrů proti Barceloně, který Citizens nakonec opanovali výsledkem 3:1.
Při domácím utkání Premier League proti Tottenhamu v lednu 2017 dotáhl mužstvo k remíze 2:2 a díky jednomu gólu a asistenci Sanému se stal znovu mužem utkání podle BBC.
V půlce března doma v lize proti Liverpoolu našel jeho centr Sergia Agüera, který srovnal na konečných 1:1.

#### Sezóna 2017/2018

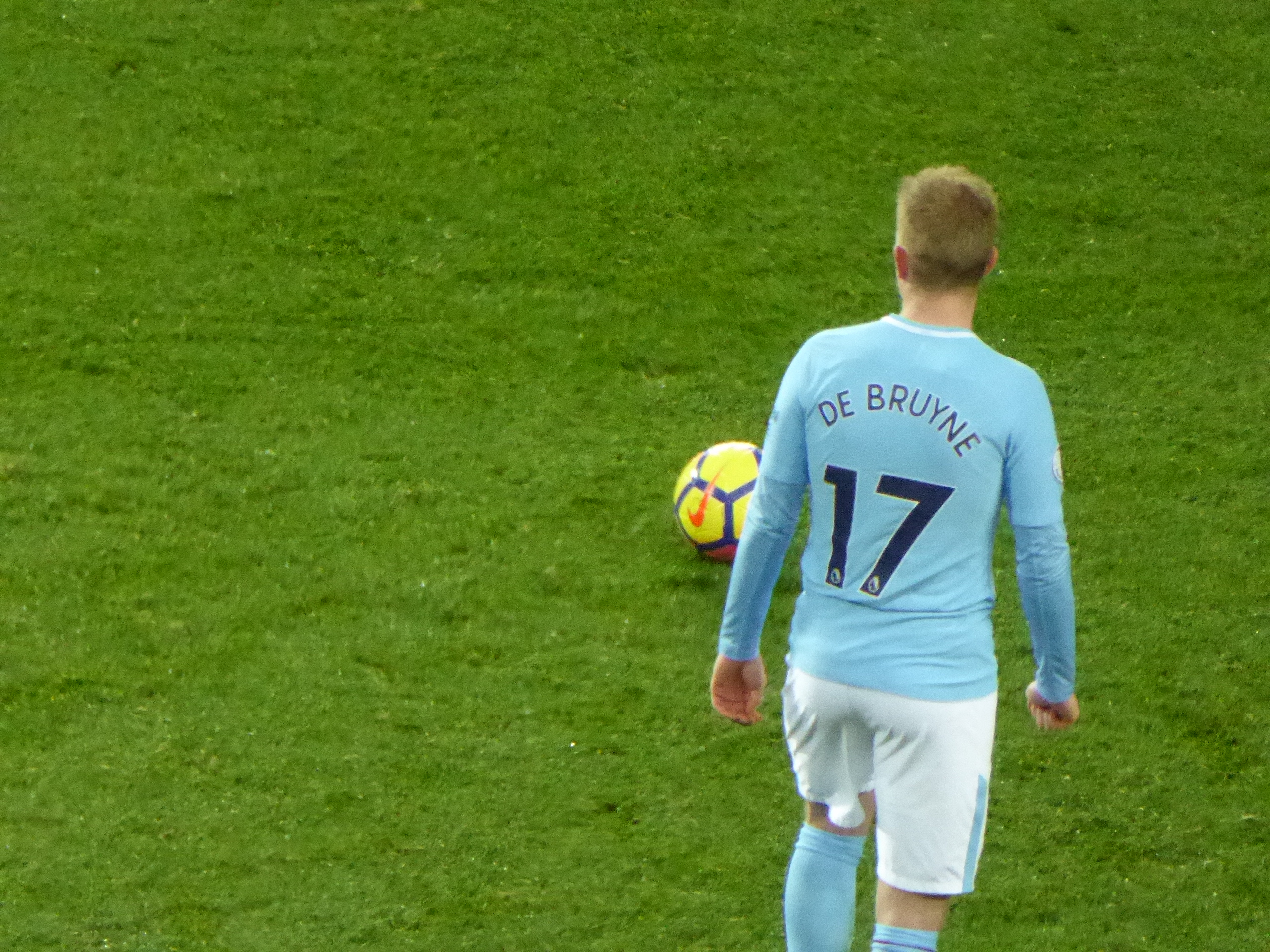
De Bruyne v utkání Premier League 10. prosince 2017 proti Manchesteru United, City zvítězilo 2:1

Začátkem sezóny 2017/18 v zářijovém ligovém zápase proti Liverpoolu sehrál De Bruyne klíčovou roli při domácí výhře 5:0, připravil totiž dva góly oběma útočníkům Agüerovi a Jesusovi.
Ještě v září vsítil svůj první gól sezóny, a to v Lize mistrů proti Šachtaru Doněck po spolupráci s Davidem Silvou. City tak vyhrálo (2:0) druhý skupinový zápas a mělo šest bodů.
Poslední zářijový den, jinými slovy 30. září, vstřelil jediný gól střetnutí mezi City a Chelsea na její půdě a poslal City zpět do čela tabulky.
Forma týmu z Manchesteru nevyprchala, dne 5. listopadu doma vyhrál 3:1 nad Arsenalem, De Bruyne otevřel skóre.
V polovině prosince přispěl gólem k další ligové výhře, tentokráte doma nad Tottenhamem 4:1.
De Bruyneho důležitou roli pro mužstvo směřující k titulu vyzdvihl po zápase též trenér Pep Guardiola.
V lednu 2018 podepsal s klubem smlouvu prodlužující spolupráci do roku 2023.
Během ledna pomohl k postupu do finále Ligového poháru. První zápas semifinále doma proti Bristolu srovnal po akci s Raheemem Sterlingem na 1:1. Agüero v závěru dokonal otočení skóre na 2:1. V rámci Ligového poháru (neboli EFL Cup) tak byl De Bruyne již u devátého gólu v osmi zápasech.
V odvetě vstřelil v nastaveném čase další gól, Citizens v Bristolu vyhráli 3:2.
Poslední lednový den v Premier League proti WBA táhl tým k vítězství 3:0 gólem a asistencí záložníkovi Fernandinhovi. Opět se stal pro BBC mužem utkání a od zářijového debutu roku 2015 zaznamenal 38. gólovou asistenci, tedy více než za toto období zaznamenali v největších evropských ligových soutěžích fotbalisté jako Lionel Messi, Neymar nebo Mesut Özil.
V půlce května vyhrál klubovou cenu pro nejlepšího hráče sezóny Manchesteru City.

#### Sezóna 2018/2019
Úvodní utkání Premier League začal na lavičce náhradníků, po hodině hry vystřídal Rijáda Mahrize a byl u výhry 2:0 na půdě Arsenalu.
V polovině srpna 2018 si De Bruyne při tréninku přivodil zranění kolena.
Na podzim se sice vrátil na trávníky, ale ve 4. kole Ligového poháru proti Fulhamu se opět objevily potíže s kolenními vazy v levém koleni.
Ve finále FA Cupu proti Watfordu vkročil na hřiště v 55. minutě za stavu 2:0 pro mužstvo z Manchesteru. Sám zvýšil vedení na 3:0 v 61. minutě po nahrávce Gabriela Jesuse a tomuto svému spoluhráči asistoval průnikovou nahrávkou na branku na 4:0. Manchester City zvítězil 6:0, získal další FA Cup a vybojoval historicky první domácí treble.

#### Sezóna 2019/2020
V ligovém utkání na půdě Arsenalu 15. prosince 2019 se prezentoval skvělým výkonem a dvěma góly pomohl porazit londýnský celek 3:0, další gól totiž De Bruyne připravil Raheemu Sterlingovi.
Za dosavadní sezónu v Premier League tak disponoval bilancí 16 gólů a asistencí za 16 utkání.
V prvním utkání osmifinále Ligy mistrů s Realem Madrid na jeho půdě to byl jeho gól a gól Gabriela Jesuse, kterým fotbalisté City otočili z 0:1 na 2:1 a stali se prvním anglickým týmem po 11 letech, jenž na Santiago Bernabéu zvítězil. De Bruyne vstřelil svůj 50. gól za klub ve všech soutěžích.
Po pauze způsobené pandemií covidu-19 se vrátil na trávník a dovedl Citizens k domácímu ligovému vítězství 3:0 nad Arsenalem, k čemuž De Bruyne sám přispěl jedním gólem z pokutového kopu.
V následujících dvou kolech si titul vybojoval Liverpool, záhy však De Bruyne se spoluhráči ztrpčili mistrovské oslavy konkurenta, když Liverpool na domácím hřišti přehráli 4:0 – De Bruyne otevřel skóre (znovu z pokutového kopu) a nahrál na třetí gól, který vsítil Raheem Sterling.
V posledním kole De Bruyne nahrál na gól Sterlingovi při výhře 5:0 proti Norwichi a stal se tak spolurekordmanem v počtu asistencí společně s Thierrym Henrym z Arsenalu, který si během sezóny 2002/03 v Premier League rovněž přišel na 20 gólových asistencí.

#### Sezóna 2020/2021
Během prvního kola odehraném 21. září 2020 si připsal po jednom gólu (z penalty) a asistenci při výhře 3:1 na půdě Wolverhamptonu.
V listopadu proti obhajujícímu Liverpoolu neproměnil penaltu a z pohledu City domácí zápas tak skončil 1:1. De Bruyne asistoval u gólu Gabriela Jesuse
V prosinci během 11. kola pomohl vyhrát domácí duel proti Fulhamu – nejprve přihrál skórujícímu Raheemovi Sterlingovi a posléze zvýšil na konečných 2:0 z penalty.
Proti West Ham United dne 27. února 2021 zaznamenal asistenci na gól Rúbena Diase a pomohl vyhrát 2:1. Asistencí číslo 77 se nově dostal do desítky nejlepších gólových nahrávačů v historii Premier League.
Po porážce v derby s Manchesterem United se Citizens zotavili a v dalším ligovém zápase 10. března přehráli 5:2 Southampton, k čemuž De Bruyne přispěl dvěma góly.
Na nové smlouvě platící do roku 2025 se s klubem domluvil 7. dubna.
Jím zahraný přímý kop ve finále ligového poháru (Carabao Cup) nalezl Aymerica Laporteho, který 25. dubna jediným gólem rozhodl o výhře 1:0.
První zápas semifinále Ligy mistrů proti Paris Saint-Germain 28. dubna vstřelil gól a podpořil výhru 2:1, která v součtu domácí výhrou 2:1 dovedla Manchester City do finále.
Závěrečný zápas 38. kola s Evertonem 23. května vyhrálo již mistrovské City 5:0 a De Bruyne si připsal po gólu a asistenci.
Do finálového zápasu Ligy mistrů nastoupil jako kapitán, po necelé hodině na trávníku ale musel po střetu s Antoniem Rudigerem střídat kvůli zranění hlavy. Manchester City bez něj nedokázal srovnat výsledek a prohrál s Chelsea 0:1.
Zlomenina nosu a očnice mu zkomplikovala účast na červnovém Mistrovství Evropy.
1. června se jeho jméno objevilo v osmičlenné nominaci na nejlepšího hráče sezóny Premier League.
Tu vyhrál jeho spoluhráč Rúben Dias, avšak De Bruyne posléze obdržel ocenění pro nejlepšího hráče Premier League podle hráčů, stejně jako předchozí sezónu. Obhájit toto ocenění dokázali jen Thierry Henry a Cristiano Ronaldo.

#### Sezóna 2021/2022
Během sezóny 2021/22 stíhaly obhajující City týmy Liverpoolu a Chelsea. Když se De Bruyne gólově prosadil 15. ledna 2022 proti Chelsea, byl rozhodujícím faktorem při výhře 1:0, díky níž fotbalisté City pronásledovatelům bodově odskočili.
Po květnovém úspěšném snažení, které vyústilo v zisk mistrovského titulu, byl po dvou letech opět fanoušky zvolen nejlepším hráčem sezóny v Premier League. Kromě toho byl zvolen nejlepším klubovým hráčem sezóny (Etihad Player of the Year). Dosáhl svého kariérního maxima, když poprvé vstřelil 15 gólů v lize.

#### Sezóna 2024/2025
Před koncem sezóny 2024/2025 De Bruyne oznámil, že po dlouhé době Manchester City opustí. 20. května 2025 odehrál svůj poslední zápas se City proti AFC Bournemouth. Podle všeho mají o něj zájem fotbalové kluby Chicago Fire a především SSC Neapol.

### SSC Neapol
Začátekm června 2025 De Bruyne jako volný hráč odešel do italského klubu SSC Neapol, kde podepsal smlouvu na 2 roky plus s opcí prodloužení.

## Reprezentační kariéra
De Bruyne byl členem belgických mládežnických reprezentací U18, U19 a U21.
Dne 11. srpna 2010 debutoval v A-mužstvu Belgie proti domácímu Finsku v Turku, Belgie prohrála 0:1. De Bruyne odehrál první poločas. První gól zaznamenal v kvalifikaci na MS 2014 12. října 2012 na stadionu Crvena Zvezda proti domácímu Srbsku, kde zvyšoval v 68. minutě na 2:0. Belgie nakonec zvítězila rozdílem třídy 3:0. 15. října 2013 zajistil svým gólem remízu 1:1 v závěrečném kvalifikačním utkání cyklu 2012–2013 s Walesem. Belgie již měla zajištěn postup na Mistrovství světa ve fotbale 2014. 26. května 2014 v přípravném utkání před MS 2014 proti Lucembursku vstřelil jednu branku, Belgie rozdrtila svého souseda 5:1. Nicméně FIFA tento zápas přehodnotila jako neoficiální, neboť belgický trenér Marc Wilmots chyboval, poslal při střídání na hřiště 7 nových hráčů, přičemž v přátelských zápasech je povoleno jednomu týmu vystřídat pouze šestkrát.
Marc Wilmots jej vzal na Mistrovství světa 2014 v Brazílii, kam Belgie suverénně postoupila z prvního místa evropské kvalifikační skupiny A. V prvním utkání Belgie v základní skupině H proti Alžírsku nacentroval míč na Fellainiho, který načal belgický obrat v utkání na konečných 2:1. V osmifinále proti USA vyhrála Belgie poměrem 2:1 po prodloužení, De Bruyne vstřelil v úvodu první části prodloužení první gól po pěkném obtočení se kolem obránců a obstřelení brankáře Tima Howarda. Se šampionátem se Belgie rozloučila čtvrtfinálovou porážkou 0:1 s Argentinou.
Trenér Marc Wilmots jej nominoval i na EURO 2016 ve Francii, kde byli Belgičané vyřazeni ve čtvrtfinále Walesem po porážce 1:3. Nastoupil ve všech pěti zápasech svého mužstva na šampionátu.

### Mistrovství světa 2018

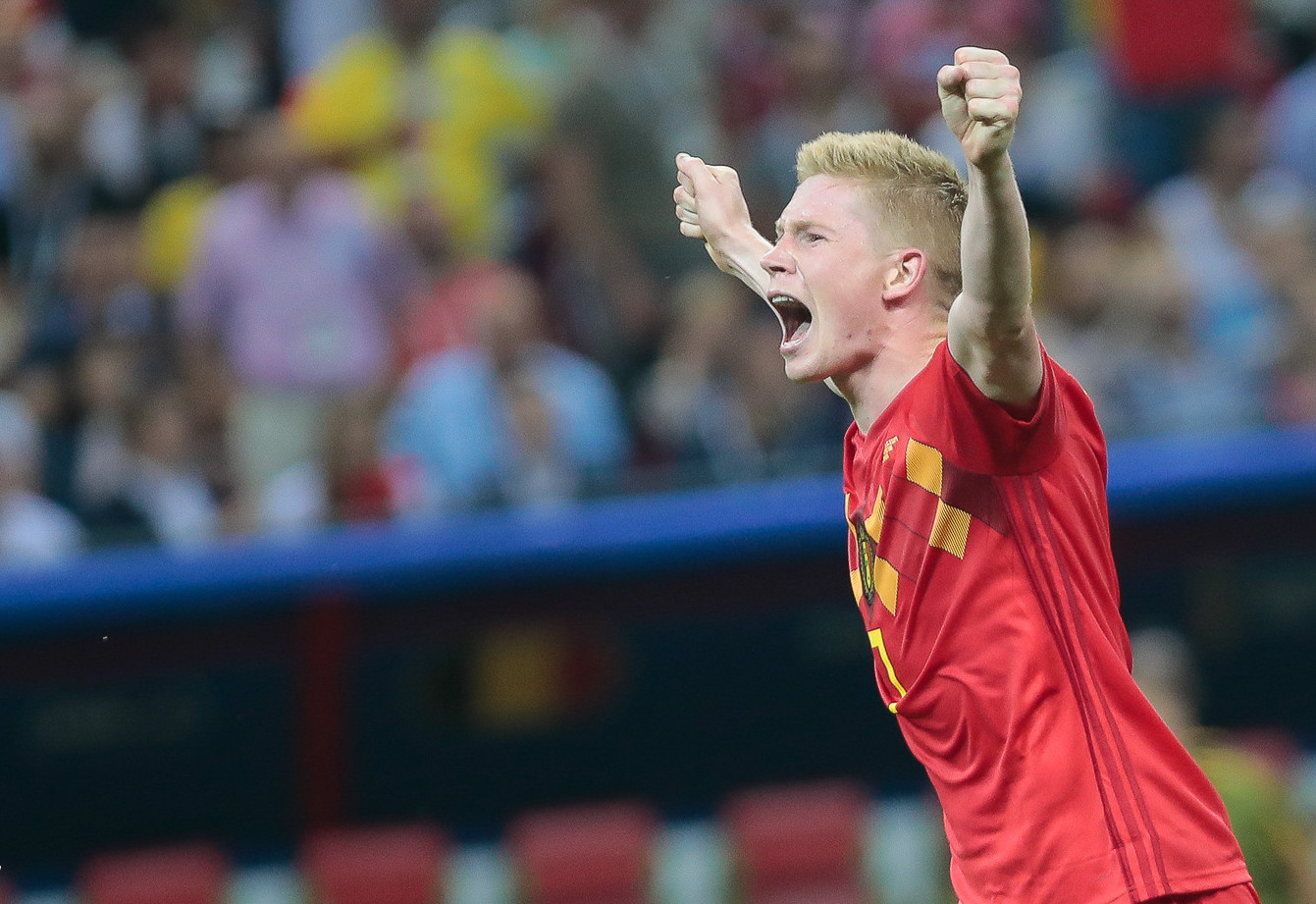
De Bruyne na MS 2018 po výhře nad Brazílií ve čtvrtfinále

De Bruyne se představil na Mistrovství světa 2018 a hned v úvodním utkání skupiny proti Panamě zaznamenal gólovou asistenci, kterou využil Romelu Lukaku.
Ve druhém utkání proti Tunisku si Belgie výhrou 5:2 zajistila postup do osmifinále společně s Anglií, kterou přehrála ve třetím skupinovém utkání 1:0. Trenér Roberto Martínez jej ušetřil utkání proti Anglii a nasadil až do souboje proti Japonsku, ve kterém Belgie otočila výsledek 0:2 na vítězných 3:2. Martínez, kritizovaný za marnění De Bruyneho potenciálu v hloubi pole, nasadil proti Brazílii svou hvězdu hned za útočníky Lukaka a Hazarda. De Bruyne se stal strůjcem výhry 2:1, druhý gól vstřelil povedenou střelou pravou nohou.
Belgie sice nevybojovala zlatou medaili a po prohře s Francií si zahrála proti Anglii jen o bronz, vítězstvím 2:0 a třetím místem ale dosáhla na historicky nejlepší výsledek, když překonala čtvrté místo z Mistrovství světa 1986.

### EURO 2020
Mistrovství Evropy – Euro 2020 – se konalo kvůli pandemii covidu-19 v létě v roce 2021. De Bruyne vynechal první skupinový zápas s Ruskem 12. června kvůli zranění, které si přivodil z prohraného finále Ligy mistrů.
Do zápasu s Dánskem 17. června naskočil po poločasové přestávce a asistoval vyrovnávacímu gólu, aby následně sám gólem rozhodl o výhře 2:1 svojí první trefou na Mistrovství Evropy vůbec. Po dvou výhrách měla Belgie již jistý postup do osmifinále.
Po výhře proti Finsku a po opanování skupiny „B“ plným počtem bodů se Belgie 27. června střetla s obhajujícím Portugalskem. De Bruyne zápas nedohrál po faulu Joaa Palhinhy, ale jeho spoluhráči vedení 1:0 a postup do čtvrtfinále udrželi.
Posléze odehrál celý zápas s Itálií 2. července, ve kterém byla Belgie po prohře 1:2 vyřazena.
Sám záložník nastoupil s bolavým zraněným kotníkem se sebezapřením.

### Mistrovství světa 2022
Představil se na Mistrovství světa 2022, které v listopadu a prosinci toho roku uspořádal Katar. V úvodním skupinovém utkání s Kanadou dne 23. listopadu byl v základní sestavě vítězného týmu, Kanada však Belgii přehrávala a belgické vítězství 1:0 bylo šťastné. FIFA jej vyhlásila hráčem utkání, ačkoliv sám uznal nedostatky v belgické hře a že důvodem udělení ocenění bylo jeho hvězdné jméno. Belgie zůstávala za očekáváním i o čtyři dny později v utkání proti Maroku, ve kterém prohrála 0:2. Den předtím v rozhovoru pro britský deník The Guardian De Bruyne prohlásil, že je tým příliš starý, aby mistrovství světa vyhrál. Rozhodovalo se ve třetím utkání skupiny s Chorvatskem 1. prosince, ve kterém útočník Romelu Lukaku „spálil“ několik šancí, z nichž některé mu předpřipravil De Bruyne. Bezgólová remíza stačila na postup Chorvatsku, zatímco Belgie se zlatou generací se s turnajem rozloučila.

### Reprezentační statistiky
| Belgie | Belgie | Belgie |
| Rok    | Zápasy | Góly   |
| ------ | ------ | ------ |
| 2010   | 1      | 0      |
| 2011   | 1      | 0      |
| 2012   | 6      | 1      |
| 2013   | 11     | 3      |
| 2014   | 11     | 4      |
| 2015   | 8      | 4      |
| 2016   | 12     | 1      |
| 2017   | 8      | 0      |
| 2018   | 10     | 2      |
| 2019   | 6      | 4      |
| Celkem | 74     | 19     |

| 010                  | 12. 10. 2012 | Stadion Crvena Zvezda, Bělehrad, Srbsko       | Srbsko              | 00:200(68.)   | 0:3 | kvalifikace na MS 2014   |
| 2                    | 22. 3. 2013  | Arena Filip II Makedonski, Skopje, Makedonie  | Makedonie           | 00:100(26.)   | 0:2 | kvalifikace na MS 2014   |
| 3                    | 7. 6. 2013   | Stadion krále Baudouina, Brusel, Belgie       | Srbsko              | 01:000(13.)   | 2:1 | kvalifikace na MS 2014   |
| 4                    | 15. 11. 2013 | Stadion krále Baudouina, Brusel, Belgie       | Wales               | 01:000(64.)   | 1:1 | kvalifikace na MS 2014   |
| 5                    | 26. 5. 2014  | Cristal Arena, Genk, Belgie                   | Lucembursko         | 05:100(90.)   | 5:1 | přátelský zápas          |
| 6                    | 1. 7. 2014   | Itaipava Arena Fonte Nova, Salvador, Brazílie | USA                 | 01:000(93.)   | 2:1 | MS 2014                  |
| 7                    | 10. 10. 2014 | Stadion krále Baudouina, Brusel, Belgie       | Andorra             | 01:000(31.)   | 6:0 | kvalifikace na EURO 2016 |
| 8                    | 10. 10. 2014 | Stadion krále Baudouina, Brusel, Belgie       | Andorra             | 02:000(34.)   | 6:0 | kvalifikace na EURO 2016 |
| 9                    | 3. 9. 2015   | Stadion krále Baudouina, Brusel, Belgie       | Bosna a Hercegovina | 02:100(43.)   | 3:1 | kvalifikace na EURO 2016 |
| 10                   | 10. 10. 2015 | Estadi Nacional, Andorra la Vella, Andorra    | Andorra             | 00:200(42.)   | 1:4 | kvalifikace na EURO 2016 |
| 11                   | 13. 10. 2015 | Stadion krále Baudouina, Brusel, Belgie       | Izrael              | 02:000(78.)   | 3:1 | kvalifikace na EURO 2016 |
| 12                   | 13. 11. 2015 | Stadion krále Baudouina, Brusel, Belgie       | Itálie              | 02:100(74.)   | 3:1 | přátelský zápas          |
| 13                   | 28. 5. 2016  | Stade de Genève, Lancy, Švýcarsko             | Švýcarsko           | 01:200(83.)   | 1:2 | přátelský zápas          |
| 14                   | 27. 3. 2018  | Stadion krále Baudouina, Brusel, Belgie       | Saúdská Arábie      | 04:000(78.)   | 4:0 | přátelský zápas          |
| 15                   | 6. 7. 2018   | Kazaň Arena, Kazaň, Rusko                     | Brazílie            | 00:200(31.)   | 1:2 | Mistrovství světa 2018   |
| 16                   | 11. 6. 2019  | Stadion krále Baudouina, Brusel, Belgie       | Skotsko             | 03:000(90+2.) | 3:0 | kvalifikace na EURO 2020 |
| 17                   | 9. 9. 2019   | Hampden Park, Glasgow, Skotsko                | Skotsko             | 00:400(82.)   | 0:4 | kvalifikace na EURO 2020 |
| 18                   | 19. 11. 2019 | Stadion krále Baudouina, Brusel, Belgie       | Kypr                | 02:100(35.)   | 6:1 | kvalifikace na EURO 2020 |
| 19                   | 19. 11. 2019 | Stadion krále Baudouina, Brusel, Belgie       | Kypr                | 03:100(41.)   | 6:1 | kvalifikace na EURO 2020 |
| Platí k 19. 11. 2019 |              |                                               |                     |               |     |                          |

## Statistiky

### Klubové
K zápasu odehranému 15. srpna 2020
| Klub                 | Sezóna  | Liga               | Liga   | Liga | Národní pohár | Národní pohár | Ligový pohár | Ligový pohár | Evropské poháry | Evropské poháry | Ostatní | Ostatní | Celkem | Celkem |
| Klub                 | Sezóna  | Liga               | Zápasy | Góly | Zápasy        | Góly          | Zápasy       | Góly         | Zápasy          | Góly            | Zápasy  | Góly    | Zápasy | Góly   |
| -------------------- | ------- | ------------------ | ------ | ---- | ------------- | ------------- | ------------ | ------------ | --------------- | --------------- | ------- | ------- | ------ | ------ |
| Genk                 | 2008/09 | Jupiler Pro League | 2      | 0    | 0             | 0             | —            | —            | —               | —               | —       | —       | 2      | 0      |
| Genk                 | 2009/10 | Jupiler Pro League | 35     | 3    | 2             | 0             | —            | —            | 2               | 0               | 1       | 0       | 40     | 3      |
| Genk                 | 2010/11 | Jupiler Pro League | 32     | 5    | 0             | 0             | —            | —            | 3               | 1               | 0       | 0       | 35     | 6      |
| Genk                 | 2011/12 | Jupiler Pro League | 28     | 8    | 1             | 0             | —            | —            | 6               | 0               | 1       | 0       | 36     | 8      |
| Genk                 | Celkem  | Celkem             | 97     | 16   | 3             | 0             | —            | —            | 11              | 1               | 2       | 0       | 113    | 17     |
| Werder Brémy (host.) | 2012/13 | Bundesliga         | 33     | 10   | 1             | 0             | —            | —            | —               | —               | —       | —       | 34     | 10     |
| Chelsea              | 2013/14 | Premier League     | 3      | 0    | 0             | 0             | 3            | 0            | 3               | 0               | —       | —       | 9      | 0      |
| Wolfsburg            | 2013/14 | Bundesliga         | 16     | 3    | 2             | 0             | —            | —            | —               | —               | —       | —       | 18     | 3      |
| Wolfsburg            | 2014/15 | Bundesliga         | 34     | 10   | 6             | 1             | —            | —            | 11              | 5               | —       | —       | 51     | 16     |
| Wolfsburg            | 2015/16 | Bundesliga         | 1      | 0    | 1             | 1             | —            | —            | —               | —               | 1       | 0       | 3      | 1      |
| Wolfsburg            | Celkem  | Celkem             | 51     | 13   | 9             | 2             | —            | —            | 11              | 5               | 1       | 0       | 72     | 20     |
| Manchester City      | 2015/16 | Premier League     | 25     | 7    | 1             | 1             | 5            | 5            | 10              | 3               | —       | —       | 41     | 16     |
| Manchester City      | 2016/17 | Premier League     | 36     | 6    | 5             | 0             | 1            | 0            | 7               | 1               | —       | —       | 49     | 7      |
| Manchester City      | 2017/18 | Premier League     | 37     | 8    | 3             | 1             | 4            | 2            | 8               | 1               | —       | —       | 52     | 12     |
| Manchester City      | 2018/19 | Premier League     | 19     | 2    | 4             | 2             | 5            | 2            | 4               | 0               | 0       | 0       | 32     | 6      |
| Manchester City      | 2019/20 | Premier League     | 35     | 13   | 2             | 1             | 3            | 0            | 7               | 2               | 1       | 0       | 48     | 16     |
| Manchester City      | Celkem  | Celkem             | 152    | 36   | 15            | 5             | 18           | 9            | 34              | 7               | 1       | 0       | 222    | 57     |
| Celkem               | Celkem  | Celkem             | 336    | 75   | 28            | 7             | 21           | 9            | 59              | 13              | 4       | 0       | 450    | 104    |

1. ↑  Zahrnuje i zápasy Play-off o Evropskou ligu a o titul v Jupiler Pro League
2. ↑  Zápasy v Belgickém poháru, DFB-Pokalu a FA Cupu
3. ↑  Zápasy v EFL Cupu
4. 1 2 3  Zápasy v Evropské lize UEFA
5. 1 2  Zápasy v Belgickém superpoháru
6. 1 2 3 4 5 6 7  Zápasy v Lize mistrů UEFA
7. ↑  Zápas v DFL-Supercupu
8. ↑  Zápas v Community Shieldu

## Styl hry
De Bruyne se v průběhu působení v Manchesteru City etabloval jako jeden z nejlepších záložníků na světě,
považovaného za „kompletního“ fotbalistu.
Během první sezóny za Citizens pod trenérem Pepem Guardiolou nastupoval na pozici ofenzivního záložníka, někdy dokonce společně s Davidem Silvou v rozestavení 4–1–4–1, kdy byla oběma hráčům Guardiolou dopřána určitá volnost.

## Úspěchy
Klubové
KRC Genk
- 1× vítěz belgické ligy – 2010/11
- 1× vítěz belgického poháru – 2008/09
- 1× vítěz belgického superpoháru – 2011

VfL Wolfsburg
- 1× vítěz německého poháru DFB – 2014/15
- 1× vítěz německého superpoháru DFL – 2015

Manchester City
- 5× vítěz Premier League – 2017/18, 2018/19, 2020/21, 2021/22, 2022/23 [1]
- 2× vítěz FA Cupu – 2018/19, 2022/23
- 5× vítěz EFL Cupu – 2015/16, 2017/18, 2018/19, 2019/20, 2020/21
- 1× vítěz Community Shieldu – 2019

Reprezentační
Belgická reprezentace
- bronz na Mistrovství světa – 2018

Individuální
- 3× nominovaným hráčem do Týmu roku podle UEFA – 2017,[101] 2019,[102] 2020[103]
- 4× Sestava sezóny Ligy mistrů UEFA – 2017/18,[104] 2018/19,[105] 2019/20,[106] 2020/21[107]
- 3× hráčem sezóny Manchesteru City – 2015/16, 2017/18,[37] 2021/22[62]
- 2× hráčem sezóny Premier League – 2019/20,[1] 2021/22[62]
- 2× hráčem sezóny Premier League podle hráčů – 2019/20, 2020/21[60]
- 3× Tým roku Premier League podle PFA – 2017/18,[108] 2019/20,[109] 2020/21[110]
- 3× Nejlepší jedenáctka podle ESM – 2017/18,[111] 2019/20,[112] 2020/21[113]
- 2× Světová jedenáctka FIFA FIFPro – 2020,[114] 2021[115]

Zdroj: